# Markéta Břízová
Markéta Břízová (* 6. březen 1989 Ostrava) je česká modelka a účastnice soutěží krásy.

## Osobní život
Markéta Břízová pochází z Ostravy. V letech 2004–2008 studovala na Obchodní akademie a Vyšší odborná škola sociální v Ostravě-Mariánských Horách. Poté studovala na Ekonomické fakultě Vysoké školy báňské – Technické univerzity Ostrava bakalářský obor Marketing a obchod ve studijní programu Ekonomika a management, který absolvovala v roce 2011. Na téže univerzitě pokračovala v navazujícím studiu, které úspěšně zakončila v září 2013. Po škole začala pracovat jako účetní.[zdroj?]

## Soutěže Miss
Markéta Břízová se účastnila několika soutěží krásy. Na většině z nich se umístila na předních pozicích, například na:
- Miss Academia 2011 – I. vicemiss, Miss On-line[1]
- Miss Praha Open 2011 – I. vicemiss, Miss Internet (vítězka Tereza Chlebovská)[2]
- Look Bella 2011 – I. vicemiss (vítězka Šárka Sokolová)[3]
- Miss Princess of the World Czech Republic 2011 – I. vicemiss
- Miss Brno 2012 – vítězka[4]
- Česká Miss 2013 – finalistka
- Supermiss 2013 – vítězka + výherkyně nového vozu Škoda Citigo